# Tranchée des Baïonnettes

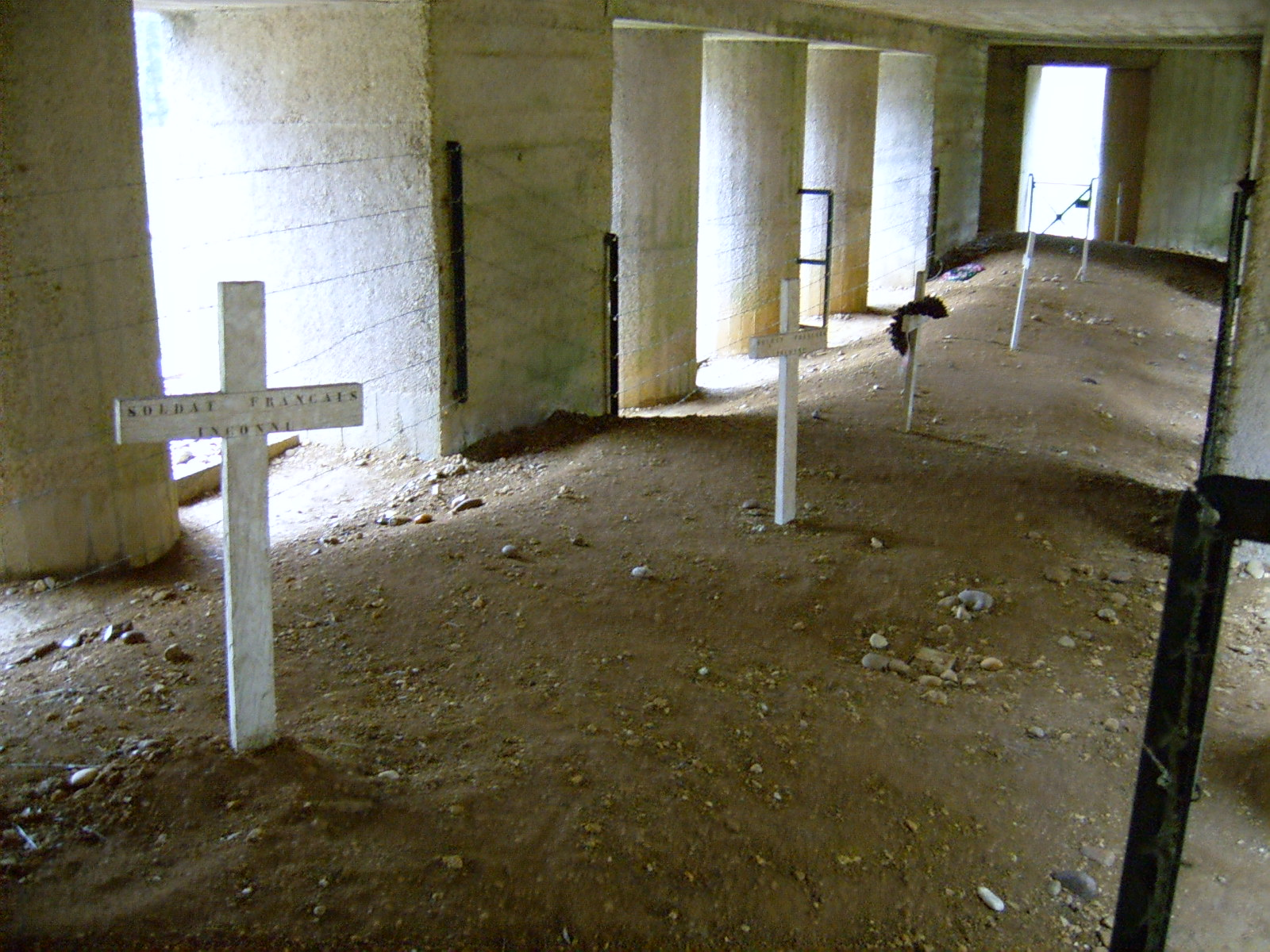
Bajonettgraben im Jahr 2006

Die Tranchée des Baïonnettes, zu Deutsch Bajonettgraben, ist ein Denkmal zur Erinnerung an die Schlacht um Verdun in Douaumont-Vaux. Es wurde am 6. Mai 1922 als offizielles Denkmal eingestuft.

## Hintergrund
Der Graben war ein Teil des Grabensystems um Verdun. Dort war das 137. Infanterieregiment stationiert, um die Defensive zu stärken. Die Position wurde trotzdem zwischen dem 10. und 12. Juli von deutschen Soldaten mit Unterstützung der Artillerie eingenommen, wobei das Regiment 37 Offiziere, 133 Unteroffiziere und 1.387 einfache Soldaten verlor.

## Entdeckung und Mythos
Im Dezember 1918 fand der Priester Louis Ratier, im Jahr 1916 Mitglied des Regiments, einen Graben, in dem mehrere Bajonette aus dem Boden ragten, was er sofort den Behörden meldete. Die Behörden vermuteten, dass diese Waffen Soldaten gehörten, die von einer Granate getroffen worden waren. Wenig später entdeckte eine Untersuchungskommission die sterblichen Überreste von 21 Soldaten, davon 14 identifizierbare, die im Beinhaus von Douaumont  beigesetzt wurden. Die nicht Identifizierbaren wurden wieder am selben Ort begraben.
Beeindruckt davon, spendete der amerikanische Bankier George T. Rand 500.000 Französische Franc für ein Denkmal, das von dem französischen Architekten André Ventre erbaut und vom Staatspräsidenten Alexandre Millerand eingeweiht wurde. Das Denkmal wurde zwischen 1972 und 1976 restauriert.

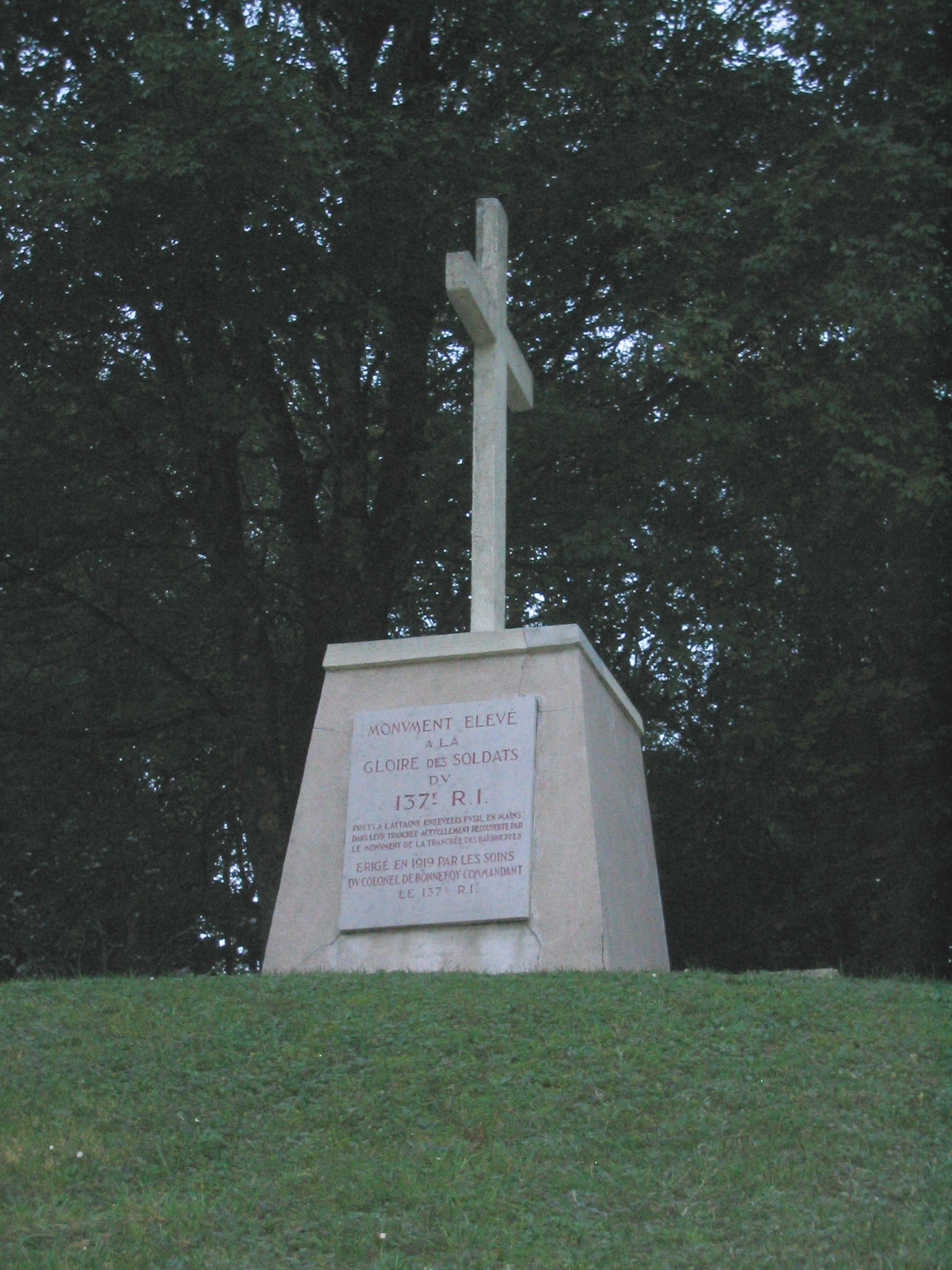
Tranchée des Baïonnettes – Stele

Über der Eingangstür, die von Edgar Brandt gebaut wurde, stand:

« À la mémoire des soldats français qui dorment debout le fusil en main dans cette tranchée. »

„In Erinnerung an die französischen Soldaten, die aufrecht mit dem Gewehr in der Hand in diesem Graben schlafen.“

Allerdings gab es schon früh Zweifel an der Richtigkeit der Geschichte: Ein Veteran meinte, dass sich keiner passiv begraben lassen würde, und Historiker bemerkten, dass eine Granate die Verstorbenen weit verstreut hätte und dass das Regiment angegriffen wurde, weshalb es für sie keinen Sinn ergäbe, das Bajonett – eine Angriffswaffe – aufzupflanzen.
In den 1930ern sagte schließlich der Leutnant Louis Polimann aus, dass er mit seinem Regiment kapituliert und die Waffen niedergelegt habe. Die Bajonette hätten sie als Hommage neben ihre gefallene Kameraden gelegt. Der Graben ist wahrscheinlich von deutschen Soldaten verschüttet worden, da sie nach dem Angriff die Leichen begraben mussten, und da der Abschnitt für sie keinen Nutzen hatte. Später behauptete Polimann, dass die Geschichte viel zu gut war, um keine Legende zu werden.

## UNESCO-Weltkulturerbe
Als Grab- und Gedenkstätte des Ersten Weltkriegs gehört die „Tranchée des Baïonnettes“ seit 2023 zum UNESCO-Welterbe in Frankreich.